# Pacifico (nome)
Pacifico  è un nome proprio di persona italiano maschile.

## Varianti
- Femminili: Pacifica[1]

### Varianti in altre lingue
- Latino: Pacificus[1][2][3]
  - Femminili: Pacifica[1]
- Polacco: Pacyfik
- Spagnolo: Pacífico
  - Femminili: Pacífica[2]

## Origine e diffusione
Continua il tardo nome latino Pacificus, letteralmente "pacifico", "mansueto", "che fa la pace", "amante della pace". È quindi affine, per significato, ad una varietà di nomi quali Salomone, Sulamita, Mansueto, Mirna e Ireneo.
In Italia è diffuso soprattutto al Nord e al Centro, in particolare nelle Marche e nel Lazio.

## Onomastico
L'onomastico viene festeggiato generalmente il 24 settembre in memoria di san Pacifico da San Severino, confessore francescano; con questo nome si ricordano anche tre beati, alle date seguenti:
- 4 giugno, beato Pacifico Ramati da Cerano (o da Crescentino)[5]
- 10 luglio, beato Pacifico, compagno di san Francesco d'Assisi[5]
- 12 ottobre, beato Pacifico da Valencia, religioso cappuccino e martire a Massamagrell[5]

## Persone
- Pacifico, religioso e poeta italiano
- Pacifico, cantante italiano
- Pacifico da San Severino, religioso e santo italiano
- Pacifico Arcangeli, presbitero e militare italiano
- Pacifico Barilari, matematico, idrologo e ingegnere italiano
- Pacifico Cuman, calciatore italiano
- Pacifico Mazzoni, matematico italiano
- Pacifico Settembre, vero nome di Pago, cantante italiano
- Pacifico Sidoli, pittore italiano
- Pacifico Valussi, giornalista e politico italiano

## Il nome nelle arti
- Pacifico Cirillo è un personaggio della serie televisiva TeleGaribaldi.